# SN 2002fl
SN 2002fl – supernowa typu Ia odkryta 16 marca 2002 roku w galaktyce A140152+0439. W momencie odkrycia miała maksymalną jasność 21,90m.